# 向西行
向西行（英語：Go West）是美國迪斯科乐团村民（Village People）1979年發行的一首单曲。这首歌曲于1993年被英國樂團宠物店男孩（Pet Shop Boys）翻唱并大获成功。
该歌曲的内涵随着时代而变化，20世纪70年代为宣传同性恋运动，90年代则是蘇聯解體後，欢迎共产主义东方集团的青年来到西方资本主义国家，而如今则成为了一首富有激情的運動賽事加油用曲。

## 村民乐团版本
“向西行”发行于1979年，但是该歌曲最初并没有像乐队的其它作品如Y.M.C.A.和In the Navy流行。
歌曲的名字是源自于霍勒斯·格里利的语录“Go West, young man”（去西部吧，年轻人）之中，是一个美国西部殖民统治的口号。同时，“向西行”同时也被理解为二十世纪70年代时期，去往旧金山被认为是同性恋解放运动的理想之地。
1978年，亨利·史密斯的基督教歌曲“献上感恩的心”（Give Thanks with a Grateful Heart）与该歌曲的的曲调有显著性的相似。
歌曲在7寸唱片和12寸唱片版本都收录在村民乐团之后的各种精选集，包括1993年宠物店男孩版本之后的1997年电台再次混音版本。

## 宠物店男孩版本

### 历史
在1992年，德里克·加曼让宠物店男孩在曼彻斯特为艾滋病慈善晚会演出，乐团的克里斯·洛选择了“向西行”作为他们的演唱曲目。尽管乐队歌手尼尔·坦南特记不住了当时演唱的歌词，不过之后，二人还是决定把“向西行”录制成单曲。在1993年，“向西行”作为单曲发行，并收录在他们的新专辑《Very》之中。在2001年宠物店男孩的音乐剧Closer to Heaven曾使用过该歌曲。

### 改编
从音乐上，歌曲使用了原始的D大调卡农作为基调，并贯穿歌曲的起始至高潮。另外歌曲的新版本也加入了政治元素，前奏与苏联国歌《牢不可破的联盟》调和。另外坦南特和洛也加入新的歌词如下：
There where the air is free
we'll be what we want to be
Now if we make a stand
we'll find our promised land
除了歌曲中表现的不存在的乌托邦的理想，同时宠物店男孩也表达了另一层意思，就是去激励那些艾滋病感染者不要再感到无助和悲伤。

### 音乐录像
歌曲的影片中加入了很多极具苏联代表性的形象，如斯大林式建筑、红星、锤子与镰刀、列宁塑像、尤里·加加林塑像以及宇宙征服者紀念碑等。宠物店二人甚至亲临莫斯科红场挥手向西。而头戴苏联军帽的队伍齐步走上云霄，在云霄上耸有自由女神的形象，意味着西方就是人们所追寻的理想中的乌托邦。该歌曲的MV获得当年格莱美最佳音乐视频短片奖的提名

### 歌曲列表
7": Parlophone / R 6356（英国）
A. "Go West (5:03)
B.
Shameless (5:04)
12": Parlophone / 12R 6356（英国）
A. "Go West" (Mings Gone West: First And Second Movement) (10:12)
B1. "Go West" (Farley And Heller Disco Mix) (6:01)
B2. "Go West" (Kevin Saunderson Tribe Mix) (6:50)
CD: Parlophone / CDR 6356（英国）
1. "Go West" (5:03)
2. "Shameless" (5:04)
3. "Go West" (Ming's Gone West: First and Second Movement) (10:12)

CD: EMI / E2-58084（美国）
1. "Go West" (5:03)
2. "Shameless" (5:04)
3. "Go West" (Ming's Gone West: First and Second Movement) (10:12)
4. "Go West" (Farley and Heller Disco Mix) (6:01)
5. "Go West" (Farley and Heller Fire Island Mix) (7:42)
6. "Go West" (Kevin Saunderson Tribe Mix) (6:50)
7. "Go West" (Kevin Saunderson Trance Mix) (6:53)

### 打榜记录
| 榜单 (1993) | 最高排名 |
| ----------- | -------- |
| 德国        | 1        |
| 奥地利      | 2        |
| 挪威        | 5        |
| 法国        | 2        |
| 瑞典        | 2        |
| 荷兰        | 3        |
| 瑞士        | 2        |
| 澳大利亚    | 10       |
| 新西兰      | 46       |
| 英国        | 2        |

## 其它场合使用
- 宠物店男孩版的“向西行”似乎更被来自世界各地的球迷所接受，特別是足球運動。如英国的曼彻斯特联队的球迷为球队加油时就演唱过这首曲子；德甲球隊多蒙特在主場西格納伊度納公園的入球進行曲以此曲作為藍本；在西班牙甲级联赛中，巴塞罗那足球俱乐部的球迷也经常高唱“向西行”，意即向马德里进军。之后该歌曲被2006年世界杯足球賽引用为官方歌曲，歌曲定名为Stand Up! (Champions Theme)，重新填詞由Patrizio Buanne演唱，并且在整个世界杯期间，广泛使用于各个比赛场地。
- 1994年的澳大利亚电影《沙漠妖姬》（The Adventures of Priscilla, Queen of the Desert）中使用。
- 2004年的德国电影《夏日风暴》（Sommersturm）中使用。
- “向西行”是舞蹈電玩《DanceDanceRevolution》中的一首游戏歌曲。
- 贾樟柯电影《山河故人》（Mountains May Depart）中使用该曲。
- 2019年，日本偶像團體BEYOOOOONDS第一張單曲其中一首歌填上日語歌詞，曲名改為《Go Waist》，以健身為題。